# Чистякова Галина Валентинівна
Галина Валентинівна Чистякова (нар. 26 липня 1962, Ізмаїл, Українська РСР) — радянська, російська і словацька легкоатлетка, займалася стрибками в довжину і потрійним стрибком, чемпіонка світу та Європи, діюча рекордсменка світу в стрибках в довжину (7 м 52 см). Заслужений майстер спорту СРСР (1988), виступала за «Збройні сили» .

## Життєпис
Мати — Антоніна Іванівна Чистякова, в минулому теж спортсменка, займалася легкою атлетикою, була чемпіонкою Горьківської області, проживає в Ізмаїлі. Батько — Валентин Миколайович Чистяков, моряк.
У легку атлетику Галина Чистякова прийшла у віці 10 років . Першим тренером Чистякової була Тетяна Іванівна Мардашова. Серйозні успіхи прийшли у 16 років, коли Галина встановила юніорський рекорд Радянського Союзу .
Тренувалася у заслуженого тренера СРСР В'ячеслава Соколова. Одна з перших радянських легкоатлеток, яка в 1980-х роках почала займатися потрійним стрибком .
Чемпіонка світу і триразова чемпіонка Європи в закритих приміщеннях. Свій перший світовий рекорд (в приміщеннях) Галина Чистякова побила в 1985 році, на змаганнях у Кишиневі — 7.25 м. Світовий рекорд на відкритому повітрі Галина встановила на меморіалі братів Знам'янськийх, який був відбірковим змаганням до Олімпійських ігор. Незадовго до Ігор Галина отримала невелику травму і не змогла виступити в повну силу . Призерка Олімпійських ігор в Сеулі (1988).
Після розпаду СРСР виступала за Росію і з 1996 року, а отримавши громадянство, за Словаччину. Володіла рекордом Словаччини в потрійному стрибку і виступала за цю країну на Олімпійських іграх в Атланті (1996), після яких закінчила спортивну кар'єру.
Чоловік — відомий радянський і російський стрибун у довжину Олександр Безкровний. Донька Ірина, 1982 року народження, займається легкою атлетикою і виступає за збірну Словаччини .
Проживає в Словаччині.

## особисті рекорди
- Стрибок в довжину — 7 м 52 см — 1988, Ленінград
- Потрійний стрибок — 14 м 76 см — 1995 року, Люцерн